# Judith Resnik
Judith Arlene Resnik (Akron, Ohio, 5 de abril de 1949-Cabo Cañaveral, 28 de enero de 1986) fue una doctora en ingeniería eléctrica, ingeniera de software, ingeniera biomédica, piloto y astronauta estadounidense.  Fue la segunda mujer estadounidense en el espacio y la cuarta a nivel mundial alcanzando las 145 horas en órbita. El premio de la IEEE «Judith Resnik» fue nombrado en su honor. Murió a bordo del transbordador espacial Challenger cuando este se desintegró durante el lanzamiento de la misión STS-51-L.
Judith Resnik fue aceptada en la universidad Carnegie Mellon al ser una de las 16 mujeres en la historia de los Estados Unidos en haber conseguido la puntuación perfecta en la prueba SAT hasta ese momento. Se graduó en ingeniería eléctrica por Carnegie Mellon para después obtener un doctorado también en ingeniería eléctrica por la Universidad de Maryland. Reconocida desde niña por ser brillante, trabajó para RCA como ingeniera en misiles y proyectos con radares para la Armada estadounidense, fue ingeniera senior de desarrollo de software para la corporación Xerox y publicó una investigación en circuitos integrados de propósitos especiales antes de ser reclutada para el programa de astronautas de la NASA como especialista de misión a la edad de 28 años.  Mientras entrenaba en el programa de astronautas, desarrolló software y procedimientos operativos para las misiones de la NASA. También fue piloto y contribuyó con investigaciones de ingeniería biomédica para los Institutos Nacionales de Salud de Estados Unidos.

## Biografía

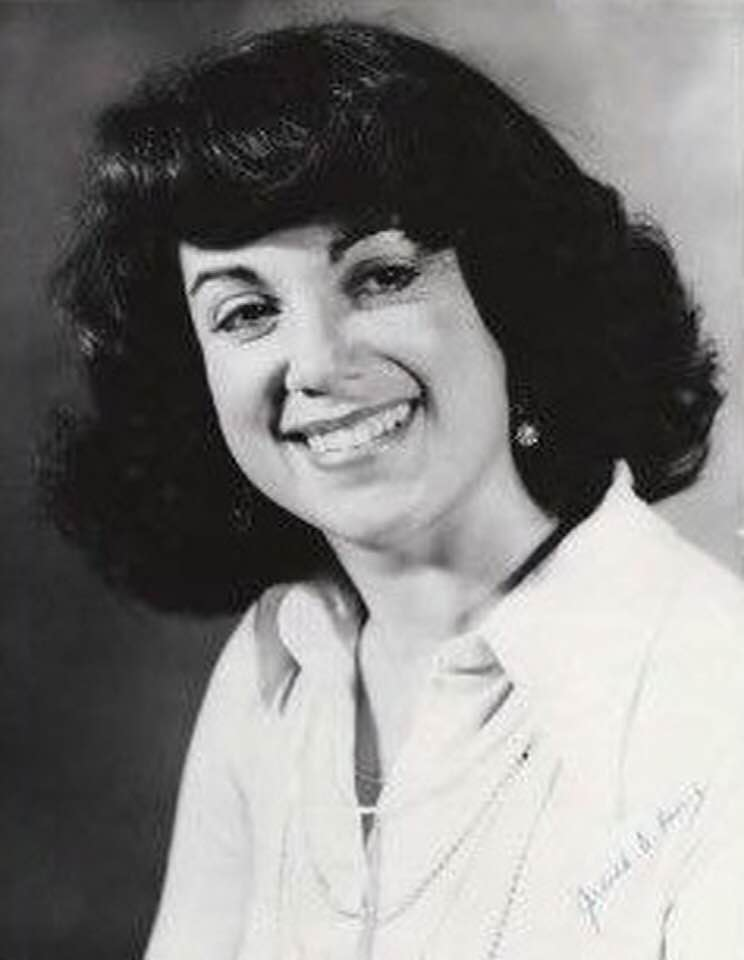
La joven Judith Resnik

Judith Arlene Resnik nació el 5 de abril de 1949 en Akron, Ohio. Fue hija de Sara y Marvin Resnik, un optometrista. Su padre hablaba ocho idiomas con fluidez y sirvió en el ejército en el área de inteligencia y reconocimiento aéreo durante la Segunda Guerra Mundial en la Guerra del Pacífico. Ambos padres fueron inmigrantes judíos originalmente de Ucrania (su padre emigró vía Israel). Creció en un hogar judío observante en una familia con ascendencia rabínica, estudiando en escuelas judías cada fin de semana y celebró el Bat Mitzva conforme su tradición.
Sus padres se divorciaron cuando ella era una adolescente; en respuesta, ella preparó y presentó un caso judicial para que su custodia pudiera pasar de su madre a su padre, con quien era particularmente cercana. Destacó por su «brillantez intelectual» desde que estaba en el jardín de niños y entró a la escuela primaria un año antes. Fue una estudiante sobresaliente en la preparatoria Firestone de Akron, Ohio, destacando en matemáticas, idiomas y piano clásico. Al graduarse fue quien dio el discurso Valedictorian el cual se da ante los graduados de su clase y fue subcampeona reina en el baile de graduación. Tocando el piano clásico con «más que dominio técnico», planeaba convertirse en concertista de piano profesional. Cuando se le preguntó acerca de su intensidad al piano, respondió: Nunca toco nada suavemente.  Antes de la universidad, obtuvo un puntaje perfecto en su examen SAT, la única mujer en el país que lo hizo ese año y una de las 16 mujeres que hasta ese momento lo habían logrado.
Con 17 años, entró a la Universidad Carnegie Mellon, siendo una de las tres estudiantes mujeres en ingeniería Eléctrica. En su segundo año en la universidad desarrolló una pasión por la ingeniería  al descubrir sus intereses en “aspectos prácticos” de la ciencia, asistiendo a conferencias con su novio y futuro esposo, Michael Oldak, quien era alumno también en el curso de ingeniería. Oldak recuerda: Ella era un genio de las matemáticas, pero en algún momento las matemáticas puras perdieron su interés y quería algo más tangible, así que cambió su carrera universitaria a ingeniería eléctrica. Obtuvo su grado de licenciatura en ingeniería eléctrica en 1970. Su mentor y consejero fue el decano de la Facultad de Ingeniería de Carnegie Mellon, el profesor Angel G. Jordan. En 1977 obtuvo un doctorado en ingeniería eléctrica con honores por la Universidad de Maryland.

## Carrera
Después de graduarse de Carnegie Mellon, trabajó en RCA como ingeniera de diseño en proyectos de misiles y radares y ganó el Premio al Programa de Estudios de Posgrado. Realizó el diseño de circuitos para la división de misiles y radares de superficie. En su periodo con RCA trabajó para la Armada estadounidense construyendo circuitos integrados hechos a medida para los sistemas de control de radar de antenas en fase y luego desarrolló componentes electrónicos y software para los programas de sistemas de telemetría y cohetes sonda de la NASA. Un artículo académico que escribió sobre circuitos integrados de propósito especial llamó la atención de la NASA durante este tiempo.
En 1977, calificó como piloto de aviación profesional mientras completaba su doctorado, habiendo logrado puntajes casi perfectos en sus exámenes de vuelo (dos 100 y un 98). Después de unirse a la NASA, pilotó el Northrop T-38 Talon. El astronauta Jerome Apt la describió como «una excelente piloto y una magnífica operadora en el espacio».
Cuando trabajaba en su doctorado, también colaboró como miembro investigador en ingeniería biomédica en el Laboratorio de Neurofisiología de los Institutos Nacionales de Salud de 1974 a 1977. Como ingeniera biomédica, investigó la fisiología de los sistemas visuales. Un artículo académico que publicó en 1978 se tituló: «Un nuevo microespectrofotómetro de barrido rápido y su uso para medir las vías y la cinética de los fotoproductos de rodopsina en las retinas de rana». Fue ingeniera de sistemas senior de Xerox Corporation en desarrollo de productos en El Segundo, California.
En enero de 1978, fue reclutada a los 28 años en el Cuerpo de Astronautas de la NASA, una de las seis mujeres seleccionadas de entre 8000 solicitantes. El programa para encontrar mujeres astronautas fue desarrollado por la actriz Nichelle Nichols, quien ofreció su tiempo como voluntaria. Su mentor y asesor, el profesor Angel G. Jordan, entonces decano de la Facultad de Ingeniería en Carnegie Mellon y después rector de la misma, animó a Resnik a postularse para el programa. Más tarde, Jordan afirmaba sentirse un poco responsable por su pérdida y dijo 25 años después del desastre del Challenger: Era una persona increíble […] La empujé a sobresalir y vivo con ese recuerdo todos los días.
Al unirse al programa de astronautas de la NASA, entrenó intensamente y con gran determinación, enfocándose particularmente en su condición física. Se sintió profundamente decepcionada cuando no se convirtió en la primera mujer estadounidense en el espacio. Durante el entrenamiento, se asumió que ella o Sally Ride se convertirían en la primera mujer en el espacio, ya que eran las únicas aprendices que recibían «el tipo de asignaciones técnicas que realmente las preparaban para el vuelo», como el trabajo de RMS y las tareas de CAPCOM. Su primer vuelo espacial fue en el viaje inaugural del transbordador Discovery en la misión STS-41-D de agosto a septiembre de 1984 como especialista de misión. Sus deberes incluían operar el brazo robótico del transbordador, que ayudó a crear y en el que era una experta. Ella desplegó y realizó experimentos en un arreglo de paneles solares como una forma potencial futura de generar energía eléctrica adicional durante las misiones espaciales. Después de realizar numerosas pruebas dinámicas, concluyó que el experimento se comportó muy bien y coincidió con simulaciones terrestres del arreglo. Abogó por los beneficios de la tecnología de paneles solares, particularmente para su uso futuro en la alimentación de estaciones espaciales.
Durante la misión, Resnik sostuvo un cartel escrito que decía «Hola papá» a las cámaras, y en una transmisión televisada en vivo desde el espacio con el presidente Reagan le dijo: La Tierra se ve genial. Cuando Reagan le preguntó si el vuelo era todo lo que esperaba, ella respondió: Ciertamente lo es y no podría haber elegido una mejor tripulación para volar. El también astronauta Henry Hartsfield la describió como la astronauta de astronautas después de la misión, mientras su también colega Mike Mullane escribió: También estaba feliz de estar en la tripulación con Judy […] Ella era inteligente, trabajadora y confiable, todas las cosas que desearías en un compañero de tripulación.
Mientras se sometía al intensivo entrenamiento del programa de astronautas de la NASA, Resnik trabajó en la investigación del principio de sistemas orbitales, software de vuelo y el desarrollo de sistemas de control manual de naves espaciales. Desarrolló el software y los procedimientos operativos para el Sistema de Manipulación Remota; además del software de los sistemas de despliegue para el sistema de satélites atados, así como también trabajó en el desarrollo de orbitadores y creó otros programas computacionales experimentales para ser usado en futuras misiones.
Fue la segunda mujer estadounidense en el espacio, después de Sally Ride, y la cuarta en general.

## Desastre del Challenger

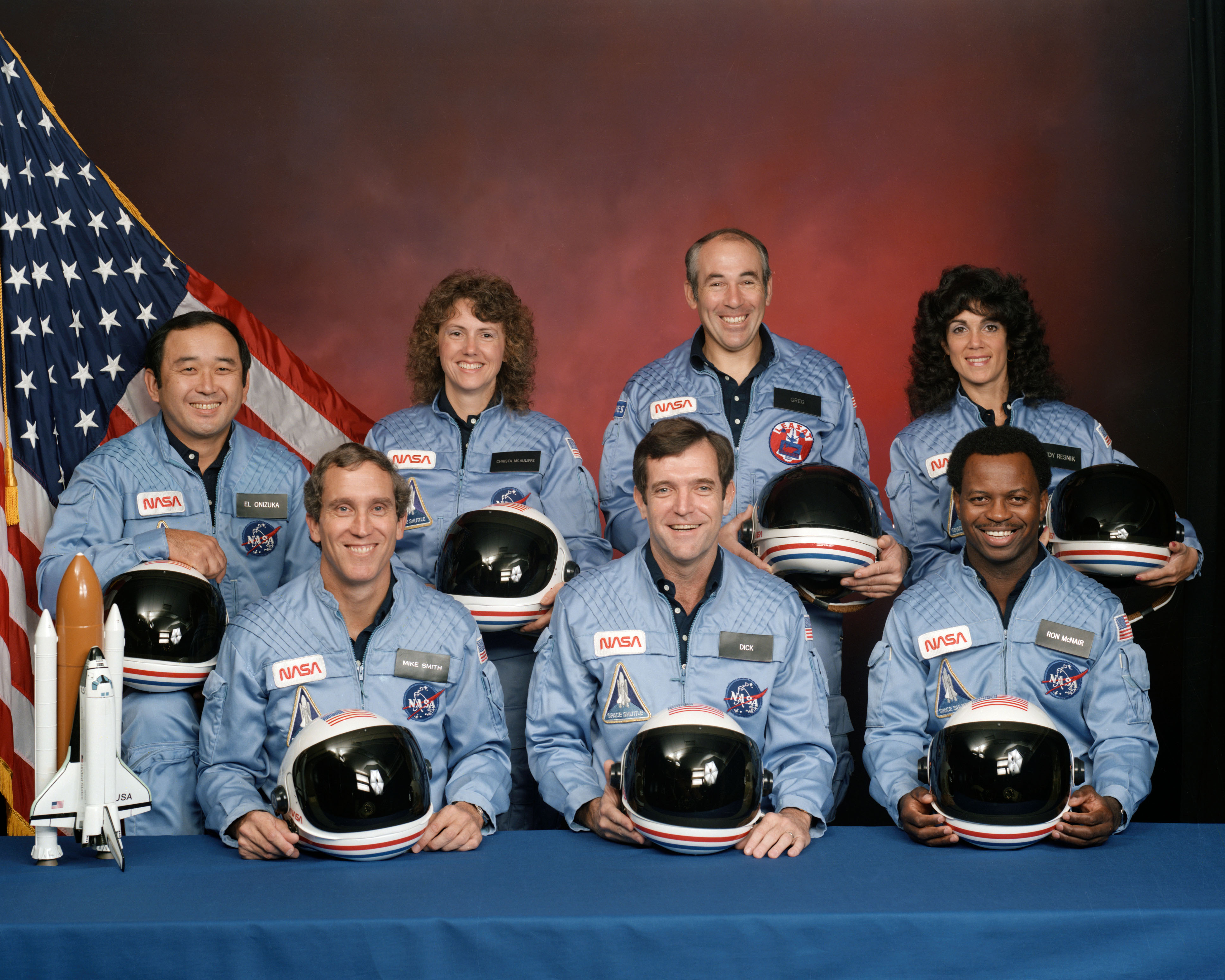
La tripulación de la misión STS-51-L del Transbordador Espacial posa para su retrato oficial el 15 de noviembre de 1985. En la última fila, de izquierda a derecha: Ellison S. Onizuka, Sharon Christa McAuliffe, Greg Jarvis y Judy Resnik. En la primera fila, de izquierda a derecha: Michael J. Smith, Dick Scobee y Ron McNair.

La doctora Resnik era una especialista de misión a bordo del transbordador Challenger para el vuelo STS-51-L. Sus últimas palabras grabadas a bordo del Challenger se referían al escaneo de «LVLH» (baja vertical/baja horizontal), recordando a la tripulación de la cabina de un cambio de configuración del interruptor.
Tras el desastre del Challenger, el examen de la cabina del vehículo recuperado reveló que se activaron tres de los paquetes aéreos de salida personal de los miembros de la tripulación (PEAP por sus siglas en inglés): los de Resnik, el especialista de misión Ellison Onizuka y el piloto Michael J. Smith. La ubicación del interruptor de activación de Smith en la parte posterior de su asiento significa que Resnik u Onizuka probablemente lo activaron por él. Mike Mullane escribe:
El PEAP de Mike Smith había sido activado por Judy o El, me preguntaba si yo habría tenido la presencia mental para hacer lo mismo si hubiera estado en la cabina del Challenger. ¿O me habría quedado bloqueado en una parálisis catatónica de miedo? No había nada en nuestro entrenamiento sobre la activación de un PEAP en caso de una emergencia en vuelo. El hecho de que Judy o El lo hubieran hecho por Mike Smith los vuelve heroicos en mi mente. Ellos habían podido bloquear las terribles visiones, sonidos y movimientos de la destrucción del Challenger y habían alcanzado ese interruptor. Era el tipo de cosa que haría un verdadero astronauta: mantener la calma en las circunstancias más difíciles.
Esta es la única evidencia disponible que muestra que Onizuka y Resnik estaban vivos después de que la cabina se separó del vehículo. Si la cabina hubiese perdido presión al momento de la explosión, los paquetes aéreos por sí solos no habrían sostenido a la tripulación con vida durante los dos minutos de descenso al océano Atlántico. El de Resnik fue el primer cuerpo recuperado de la cabina del vehículo accidentado por buzos de la Armada del USS Preserver.

## Vida personal
En 1970, se casó con Michael Oldak, un compañero de estudios de ingeniería en Carnegie Mellon. Se divorciaron en 1975 pero quedaron en buenos términos al punto de que Oldak fue invitado por Judith para el lanzamiento de su primer viaje al espacio en el transbordador Discovery en agosto de 1984. Mientras estaba en la universidad, fue miembro de la fraternidad para mujeres Tau Beta Pi y Alpha Épsilon Phi. Fue además cocinera gourmet y copiloto en carreras de autos Rally, en los que participó muchas veces con su entonces novio. Al momento de su fallecimiento le sobrevivieron sus padres y su hermano Charles Resnik quien es médico radiólogo. Sus restos descansan en el Cementerio Nacional de Arlington.

## Legado
Resnik ha sido galardonada con numerosos honores póstumos y honrada con monumentos y edificios que llevan su nombre, incluido un cráter lunar Resnik ubicado dentro de la cuenca de impacto del Apolo en el lado opuesto de la Luna.
El asteroide (3356) Resnik también conmemora su nombre. Un dormitorio en su alma mater, Carnegie Mellon; la principal sala de conferencias de ingeniería de la Universidad de Maryland; Escuela Primaria Judith A. Resnik en Gaithersburg, Maryland; Judith Resnik Community Learning Center en su ciudad natal de Akron, Ohio; y Judith A. Resnik Middle School, establecida en 2016, en San Antonio, Texas. Se dedicó un monumento a ella y al resto de la tripulación del Challenger en Seabrook, Texas, donde Resnik vivió mientras estaba en el Centro Espacial Johnson.
El Premio IEEE Judith A. Resnik fue establecido en 1986 por el Instituto de Ingenieros Eléctricos y Electrónicos y se otorga anualmente a una persona o equipo en reconocimiento a las contribuciones destacadas a la ingeniería espacial en áreas de relevancia para el IEEE.
La Sociedad de Mujeres Ingenieras (SWE) otorga anualmente la medalla «Resnik Challenger» a una mujer que ha cambiado la industria espacial, por haber creado hitos en el desarrollo de la tecnología del espacio y que sirvan como un recurso para toda la humanidad.
El Challenger Center fue establecido en 1986 por el hermano de Judith, Charles Resnik MD, en honor a los miembros de la tripulación. El objetivo del centro es aumentar el interés, en los niños, en ciencia, tecnología, ingeniería y matemáticas.
El 23 de febrero de 1990, Resnik fue nombrada uno de los diez finalistas para representar a Ohio en el National Statuary Hall en el Capitolio de los Estados Unidos en Washington, D. C.
Aparece en la serie de Netflix Challenger: The Final Flight, como uno de los siete miembros de la tripulación a bordo del vuelo fatal del transbordador.
Jenna Resnik cita una frase de su tía Judith en su artículo para la página de la Fundación Challenger: Es muy importante que se den cuenta de que las personas a las que consideran héroes son en realidad muy parecidas a ustedes. Solamente el trabajo duro y la perseverancia te ayudarán a tener éxito en cualquier empresa; no hay magia en ser más ‘especial’ que otra persona.